# La Freita
La Freita és un nucli del municipi de la Ribera d'Urgellet, a l'Alt Urgell. Actualment despoblat, es troba aigua amunt del torrent de la Coma per damunt de Nabiners, a la Serra de Nabiners, a 1.161 metres d'altitud sota el tossal de la Freita. S'hi pot trobar l'església de Sant Joan, d'estil romànic.
Aquest lloc està relacionat amb el caga tió de la Seu d'Urgell, anomenat Tió de la Freita, que amb l'ajuda dels Minairons caga regals als nens.